# Hell's Kitchen (manga)
Pour les articles homonymes, voir Hell's Kitchen (homonymie).
Hell's Kitchen (ヘルズキッチン) est un shōnen manga scénarisé par Mitsuru Nishimura et dessiné par Gumi Amashii, prépublié dans le magazine Monthly Shōnen Rival de l'éditeur Kōdansha entre février 2010 et juin 2014, date à laquelle le Monthly Shōnen Rival cesse de paraître. La série est en pause après avoir été annoncée dans un nouveau magazine en 2015. Elle est publiée en un total de 13 volumes reliés sortis entre octobre 2010 et septembre 2014. La version française est éditée par Kana en autant de volumes sortis entre juillet 2013 et mai 2016.

## Synopsis
Satoru est un jeune homme normal qui vit avec sa sœur dans un appartement modique. Alors qu'il s'apprêtait à manger, Dogma, mieux connu sous le nom de comte Antigaspi, apparait devant lui. Dogma est un démon des enfers qui se nourrit principalement d'âmes de chefs cuisiniers. Malheureusement, toutes les âmes qu'il mange sont fades et sans réel goût. Il décide alors de prendre Satoru qui ne sait même pas cuire un œuf et de lui apprendre la cuisine afin d'en faire le meilleur cuisinier pour pouvoir par la suite manger son âme.

## Personnages
- Comte Dogma Antigaspi
- Satoru Moriya
- Yuri Dragunov
- Mitsurô Kumoï
- Kei Tachibana
- Sagane Minami
- Ere Akiyama
- Yô Morisaki
- Gien Nakarai
- Tôka Sena
- Maï Saionji
- Hidetsugu Kitakata
- Uraji Tôjo

## Manga
Hell's Kitchen (ヘルズキッチン) est scénarisé par Mitsuru Nishimura et dessiné par Gumi Amashii. La série commence sa prépublication dans le magazine Monthly Shōnen Rival de l'éditeur Kōdansha entre février 2010 et s'interrompt avec la disparition du magazine en juin 2014. La série devait être transférée en 2015 dans un nouveau magazine. Kōdansha publie la série en un total de 13 volumes reliés sortis entre octobre 2010 et septembre 2014.
La version française est éditée par Kana en autant de volumes sortis entre juillet 2013 et mai 2016.

## Liste des volumes
| no | Japonais         | Japonais          | Français         | Français          |
| no | Date de sortie   | ISBN              | Date de sortie   | ISBN              |
| --- | ---------------- | ----------------- | ---------------- | ----------------- |
| 1 | 4 octobre 2010   | 978-4-06-380131-6 | 5 juillet 2013   | 978-2-5050-1781-3 |
| 2 | 4 octobre 2010   | 978-4-06-380132-3 | 5 juillet 2013   | 978-2-5050-1782-0 |
| 3 | 4 mars 2011      | 978-4-06-380157-6 | 18 octobre 2013  | 978-2-5050-1783-7 |
| 4 | 4 juillet 2011   | 978-4-06-380171-2 | 10 janvier 2014  | 978-2-5050-1784-4 |
| 5 | 2 décembre 2011  | 978-4-06-380193-4 | 4 avril 2014     | 978-2-5050-6012-3 |
| Extra : Au Japon, le tome 5 est également sorti en édition limitée (ISBN 978-4-06-362197-6) accompagnée d'un Drama CD. |                  |                   |                  |                   |
| 6 | 2 mars 2012      | 978-4-06-380206-1 | 22 août 2014     | 978-2-5050-6071-0 |
| 7 | 4 juillet 2012   | 978-4-06-380223-8 | 28 novembre 2014 | 978-2-5050-6072-7 |
| 8 | 2 novembre 2012  | 978-4-06-380241-2 | 13 février 2015  | 978-2-5050-6317-9 |
| 9 | 4 mars 2013      | 978-4-06-380259-7 | 7 mai 2015       | 978-2-5050-6328-5 |
| 10 | 4 septembre 2013 | 978-4-06-380282-5 | 28 août 2015     | 978-2-5050-6226-4 |
| 11 | 27 décembre 2013 | 978-4-06-381302-9 | 20 novembre 2015 | 978-2-5050-6227-1 |
| 12 | 4 juin 2014      | 978-4-06-381314-2 | 19 février 2016  | 978-2-5050-6228-8 |
| 13 | 4 septembre 2014 | 978-4-06-381335-7 | 6 mai 2016       | 978-2-5050-6509-8 |

### Édition japonaise
Kōdansha
1. 1 2  (ja) « Tome 1 »
2. 1 2  (ja) « Tome 2 »
3. 1 2  (ja) « Tome 3 »
4. 1 2  (ja) « Tome 4 »
5. 1 2  (ja) « Tome 5 »
6. ↑  (ja) « Tome 5 édition limitée »
7. 1 2  (ja) « Tome 6 »
8. 1 2  (ja) « Tome 7 »
9. 1 2  (ja) « Tome 8 »
10. 1 2  (ja) « Tome 9 »
11. 1 2  (ja) « Tome 10 »
12. 1 2  (ja) « Tome 11 »
13. 1 2  (ja) « Tome 12 »
14. 1 2  (ja) « Tome 13 »

### Édition française
Kana
1. 1 2  (fr) « Tome 1 »
2. 1 2  (fr) « Tome 2 »
3. 1 2  (fr) « Tome 3 »
4. 1 2  (fr) « Tome 4 »
5. 1 2  (fr) « Tome 5 »
6. 1 2  (fr) « Tome 6 »
7. 1 2  (fr) « Tome 7 »
8. 1 2  (fr) « Tome 8 »
9. 1 2  (fr) « Tome 9 »
10. 1 2  (fr) « Tome 10 »
11. 1 2  (fr) « Tome 11 »
12. 1 2  (fr) « Tome 12 »
13. 1 2  (fr) « Tome 13 »